# Heinz-Jürgen Prangenberg
Heinz-Jürgen Prangenberg (* 3. Februar 1944 in Oberhausen; † 18. Mai 2002) war ein deutscher Politiker (CDU). Er war von 1976 bis 1983 Mitglied des Deutschen Bundestages.

## Leben
Prangenberg absolvierte von 1963 bis 1965 eine Ausbildung als Industriekaufmann bei der Thyssen-Niederrhein AG in Oberhausen. Danach nahm er ein Studium der Wirtschafts- und Sozialwissenschaften an der Universität Köln auf, das er 1970 als Diplomvolkswirt abschloss. Von 1970 bis 1973 war er als wissenschaftlicher Mitarbeiter an der Karl-Arnold-Bildungsstätte und von 1974 bis 1976 als persönlicher Referent für den Bundestagsabgeordneten Elmar Pieroth tätig.
Prangenberg war seit 1965 Mitglied der CDU und der Jungen Union. Er war von 1977 bis 1983 Kreisvorsitzender der CDU Oberhausen und ab 1978 Landesvorsitzender der Jungen Union Rheinland. Von 1976 bis 1983 war er Mitglied des Deutschen Bundestages. Er wurde stets über die Landesliste Nordrhein-Westfalen gewählt.